# Anno Mundi
Anno Mundi (afkorting van het Latijnse ab creatione mundi; "in het jaar van de wereld" of "sinds de schepping van de wereld"), afgekort AM of A.M., is het begin van de jaartelling die telt vanaf het moment van de Bijbelse schepping van de wereld.

## Gebruik
Het systeem wordt gehanteerd bij de Joodse kalender, maar in de westerse wereld hadden de boeken van monnik en geschiedschrijver Beda, die de Anno Domini gebruikte, meer succes zodat dit systeem uiteindelijk werd gebruikt voor de christelijke jaartelling. De oosterse wereld nam A.M., mede op aandrang van chronografen als Annianus van Alexandrië, uiteindelijk wel aan, waarbij uiteindelijk het Etos Kosmou het meest invloedrijk was. Dit Vroeg-Byzantijnse tijdrekeningsysteem kwam vanaf de 10e eeuw in gebruik in de Byzantijnse wereld en bleef in Rusland tot 1700 in gebruik. Traditionele kerken binnen de Oosters-orthodoxe Kerk gebruiken, naast het Anno Domini, dit systeem ook nu nog in de orthodoxe liturgische kalender voor orthodoxe hoekstenen, kerkelijke jaren en officiële documenten.

## Joodse berekening
De jaren van de Joodse kalender worden geteld vanaf het scheppingsjaar (3761 v.Chr.). De zes scheppingsdagen zijn de laatste dagen van het jaar 1.
Dit systeem werd kort voor 165 na Chr. (3925 AM) ingesteld en is gebaseerd op de kroniek Seder Olam Rabba, die werd geschreven door rabbi Jose ben Halafta rond 160 na Chr. Volgens zijn berekening werden de eerste mensen geschapen in het jaar 3761 v.Chr. Zo valt het joodse jaar 2021-2022 vanaf Rosj Hasjana (Joods nieuwjaar) op 5782 AM op de Joodse kalender.

## Andere berekeningen
AM werd ook gebruikt door vroege christelijke chronografen. De vroeg-middeleeuwse historicus Beda stelde de datum van de schepping vast op 18 maart 3952 v.Chr. De Chronicon van Eusebius en Chronicon van Hiëronymus stelden het jaar vast op 5199 v.Chr. Oudere versies van de Romeinse martyrologie voor Kerstmis, alsook de Ierse Annalen van de Vier Meesters maakten gebruik van deze datering.
De Byzantijnse kalender gebruikte het Etos Kosmou, een vergelijkbaar concept dat de datum van de schepping berekende op 1 september van 5509 v.Chr. De Anglicaanse bisschop James Ussher stelde in 1654 op basis van de juliaanse kalender de datum van de schepping vast op 23 oktober 4004 v.Chr., hetgeen in de gregoriaanse kalender zou neerkomen op 21 september 4004 v.Chr.
Theophilus van Antiochië (2e eeuw) kwam uit op het volgende:
- 2242 jaar van de schepping tot de zondvloed
- 1036 jaar van de zondvloed tot de geboorte van Izaäk
- 660 jaar van de geboorte van Izaäk tot de dood van Mozes
- 498 jaar van de dood van Mozes tot de dood van David
- 518 jaar van de dood van David tot de Babylonische ballingschap
- 744 jaar van de Babylonische ballingschap tot de dood van keizer Lucius Verus AD 169

De schepping is dan 5698 jaar vóór AD 169, dus 5530 v. Chr. 
Gerelateerd aan een en ander zijn de Anno Lucis van de Vrijmetselaarskalender, die als basis 4000 jaar aan de geboorte van Christus toevoegt en de juliaanse dagnummering, die de dagen telt die zijn verlopen sinds 12 uur 's middags Greenwich Mean Time (UT of TT) op maandag 1 januari 4713 v.Chr.